# 퍼시 슬레지
퍼시 슬레지(Percy Sledge, 1940년 11월 25일 ~ 2015년 4월 14일)는 미국의 가수이다.

## 생애

### 주요 이력
- 1960년부터 1963년까지 미국 육군 복무.
- 1963년 미국 육군 하사 전역.
- 1963년부터 1966년까지 미국 앨라배마주 셰필드의 종합병원에서 간호사로 재직.
- 1966년 가수 데뷔.
- 2013년 영국 다큐멘터리 영화 《Muscle shoals》의 단역으로 영화배우 데뷔.

## 유명세
그는 보통적으로 대한민국 국내에서는 《When a man loves a woman》이라는 노래 작품이 대중적 히트한 가수로 널리 잘 알려져 있다.